# Meum silaus
Meum silaus är en flockblommig växtart som beskrevs av Henri Ernest Baillon. Meum silaus ingår i släktet björnrötter, och familjen flockblommiga växter. Inga underarter finns listade i Catalogue of Life.